# Magyar–Lengyel Egyesület
A Magyar–Lengyel Egyesület 1912-ben, Budapesten megalakított szervezet volt azzal a céllal, hogy a lengyel és magyar kulturális, kereskedelmi és ipari kapcsolatokat építse, a két nemzet között fönnálló barátságot továbbfejlessze, a magyar és lengyel társadalom közös céljait szolgálja. A két világháború között közreműködött számos közterületi műalkotás felállításában országszerte, más magyar–lengyel szervezetek megalakításában, segítette magyar katonák toborzását a lengyel–bolsevik háború idején, továbbá lengyel menekültek Nyugatra szökését, vagy magyarországi ellátását a második világháború évei alatt. Az egyesület az 1940-es évek második feléig működött.

## Előzmények
Az egyesület megalakulását és működését elsősorban gazdasági okok indokolták. Az 1900-as évek elejétől lengyel nagyiparosok és nagykereskedők többször jártak Magyarországon, hogy nyersanyagot és árucikkeket szerezzenek be az itteni piacokon. Azonban nem volt olyan szerv, amely eligazítást, támogatást adott volna nekik, így beszerzéseik rendre meghiúsultak.
Az egyesület megalakítását indokolta az is, hogy Władysław Bandurski (1863-1932) lembergi püspök támogatásával, Tadeusz Stamirowski (1860–1933) lovag elnöklésével, és ezernél több taggal megalakult Lengyelországban a Club Polska-Węgierski (Lengyel-Magyar Klub) nevű szervezet, amely gesztust viszonozni kellett Budapesten.
Az egyesület megalapítását a Magyar–Lengyel Bizottság (egyes forrásokban Magyar–Lengyel Egyesület) kezdeményezte, de közel egy éven át húzódott az ügymenet. Az alakuló ülést 1912. december 14-én tartották az Országos Iparegyesület székházában.
Az alapítás országos botránnyal terhelten zajlott. 1912-ben egy Magyar-Lengyel Egyesület nevű szervezet helyiséget bérelt a Magyar Sakkszövetségtől a Saskörben, amelyet együttesen hivatásos zugkártyásoknak adtak ki. Mivel idővel sok feljelentés érkezett a csalások miatt, és tiltott jövedelemre tettek szert a szervezetek, ezért a belügyminiszter mindkettőjüket feloszlatta.
A gyanút, hogy a Nyáry-féle egyesület volt az érintett szervezet, alátámasztja, hogy már 1910-12 folyamán működött. 1909 tavaszán népes küldöttség utazott Lembergbe (Lwów) megünnepelni az 1791. május 3-i alkotmány nemzeti ünnepét, majd lengyelek érkeztek Magyarországra megemlékezni az aradi vértanúkról. A lengyelek ezt követően alapították meg a Club Polska-Węgierski társaságot, itthon pedig megkezdődött a hasonló magyar szervezése ifj. Festetich Pál gróf, Baranski Gyula, Miklóssi Ferdinánd Leó és Szegheő Gábor részvételével. A megalakulást 1910. április 24-re tűzték ki, az alakuló közgyűlést pedig a Saskörben kívánták tartani, ott, ahol a botrányos kártyázás is folyt.
1911 januárjában Magyar–Lengyel Egyesület néven ülést tartottak Kovács Ernő ügyvéd, volt országgyűlési képviselő elnökletével, és a megalakulás előkészítésére bizottságot küldtek ki. A bizottság tagjai Farkas Pál író, országgyűlési képviselő, Nyáry Albert, Kovács Ernő, Baranski Gyula, Szilágyi Károly, Kele József, Miklóssi Ferdinánd Leó és Bognár Mátyás volt. Októberre elkészítették az alapszabály tervezetét, miközben a bizottság újabb tagokkal bővült Dobreczky Sándor és Lengyel Zoltán országgyűlési képviselők, Szatmári Mór, Szilágyi Károly magánhivatalnok és Sajó János iparos, fővárosi bizottsági tagok, Ede József vármegyei főügyész, Obetkó Dezső egyetemi magántanár, Bognár Mátyás ügyvéd, Riegler Bernát ügyvéd, Hilkene Lajos ügyvéd, Olsevszki Tádé fogtechnikus, Soltész Adolf, az Országos Iparegyesület titkára, Liebstein Zsigmond kereskedelmi kamarai igazgató, Wincenty Danek lengyel plébános, Huczik Elemér joghallgató, Schweitzer Emil gyógyszerész, Kovács Béla hivatalnok, Maday Károly hivatalnok és Simon Flórián Gyula nagybirtokos személyével. Az egyesület ekkor már széles körben toborzott tagokat.
1930-ban, Miklóssi pályafutásának 25. évfordulóján, a megemlékező „Dessewffy István, Dobelkó Dezső, Lukaszkievics Cseszláv, Steuer Imre, Nagy Endre, Nagy József, Bornemissza Lehel, Fodor László, Cseh Sándor, dr. Mészáros Lajos, Horváth Andor”, lengyel részről „Bátor Boleszláv, Stromszky Szaniszló, Filasievicz majd Sztanilovszky Tádé, Getricz Stanislaw, Weberszki Henrik, Olenszky Szaniszló” nevét említette mint olyanokét, akik közreműködtek az egyesület megalapításában.
Bár 1912. január 7-én újabb alakuló közgyűlést tartottak, néhány nappal később kimondták, hogy még sem alakítják meg az egyesületet, hanem kibővítik az előkészítő bizottságot, és további tagokat toboroznak. A bizottság elnöke Nyáry, főtitkára Krejcsi Rezső, titkára Miklóssi lett. Közben folyamatosan tartották a kapcsolatot a lengyelekkel, szeptemberben például vendégül látták Tadeusz Stamirowskit. Decemberre újabb alakulóülést tűztek ki, hangsúlyosan gazdasági szereplőket várva az egyesületbe, amely már sikeres volt.
Az is lehetséges, hogy a kártyabotránnyal érintett egyesület egy másik lengyel szervezet volt, de elírták a nevét a lapok. 1906-ban például egy Magyar–Lengyel Egyesület koncertet szervezett megünnepelni az 1863-as felkelés évfordulóját a Saskörben, de Nyáryék szervezete ekkor még előkészítés alatt sem állt. A századfordulón egyébként több tízezer lengyel élt Magyarországon, akiknek életét számos vallási, kulturális, szociális egyesület fogta össze, és akiknek többsége 1920 táján, Lengyelország függetlenségének visszaszerzése után, hazaköltöztek.

## Alapító tagok
1912. január 14-én az alábbi tagok és vezetők alapították meg az egyesületet:
Elnök: Nyáry Albert báró, földbirtokos
Főtitkár: Krejcsi Rezső, a Kereskedelmi Kamara titkára
Titkár: Miklósi Ferdinánd Leó nagykereskedő
Tagok: Balkányi Kálmán, az Országos Magyar Kereskedelmi Egyesület (O. M. K. E.) titkára, Baranski Gyula ügyvéd, fővárosi bizottsági tag, Bognár Mátyás ügyvéd, Dobiecki Sándor lovag országgyűlési képviselő, a Magyar Védőegyesület elnöke, Wincenty Danek lengyel kurátor, Divéky Adorján tanár (Lőcse), Fodor Henrik tanár, Fodor László építész, Földes János ügyvédjelölt, Huczik Elemér jogszigorló, Hilkencz Lajos ügyvéd (Bácskula), Kele József főügyész (Szolnok), Kovács Béla technikai hivatalnok, Kovács Ernő ügyvéd, Klein Eberhardt orvos, Letényi Vilmos igazgató, Liebstein Zsigmond iparkamarai igazgató, Lipinski Henrik kereskedelmi ügynök, Lissauer Lipót fogalmazó, Maday Károly hivatalnok, Müller Ottó fogalmazó, Obetkó Dezső egyetemi magántanár (Eperjes), Olszewski Tadeusz fogorvos, Schweitzer Emil gyógyszerész, Schmeisz Géza magántisztviselő, Simon Florent Gyula földbirtokos (Zsófiahalom), Siposs A. Gyula kamarai igazgató (Kassa), Siposs Aladár kereskedelmi és iparkamarai titkár (Kassa), Soltész Adolf, az Iparegyesület titkára, Szabó Jenő gyáros, Szatmári Mór lapszerkesztő, Székács Antal nagyiparos, fővárosi bizottsági tag, Szilágyi Károly magántisztviselő, fővárosi bizottsági tag, Zseltvay Elemér hivatalnok.

## Szervezete
Az egyesületnek kezdetektől volt gazdasági osztálya, valamint hölgybizottsága, utóbbit Pininski Viktorné grófné szervezte meg. 1914 tavaszán, az első rendes közgyűlésen az addigi ideiglenes tisztikart megerősítették és kiegészítették. Alelnöknek választották Dessewffy Istvánt és Csatéry Ágostot, jegyzőnek Paál Jób hírlapírót, titkárnak Olszewski Tadeuszt. Az igazgatói választmányba beválasztották Giesswein Sándor pápai prelátust, országgyűlési képviselőt, Komlóssy Ferenc pozsonyi nagyprépostot, Kőszeghy József és Péchy Elemér császár és királyi kamarásokat, Pininski Viktornét, Robellyné Thaisz Fanny nagybirtokost, Obetko Dezső egyetemi tanárt, Mezey István és Siposs Aladár kamarai titkárt. A gazdasági osztály elnökének Gelléri Mórt választották meg. 1914-ben megszervezték a Lengyel Katonai Bizottságot is.
1933-ban, Nyáry halála után Széchenyi Károly és Csekonics Iván lettek elnökök, Bartel János pedig az ügyvezető elnök tisztséget látta el.
1936-ban az egyesület elnöke Okolicsányi László volt országgyűlési képviselő lett, társelnökei Csécsy Nagy Imre és Guilleaume Árpád nyugalmazott altábornagy, alelnökei Baranski Gyula, Bittel János, Steiner Antal és Zulawski Andor, igazgató Landár Károly, főtitkár Szmolény Nándor, titkár Porubszky Nándor.

## Története
Az Egyesület első rendes közgyűlését 1914 tavaszán tartották. Új tisztségviselőket választottak, Nyáry pedig előadást tartott Lengyel vonatkozások a magyar költészetben címmel.

### Katonai Bizottság
Az Egyesület 1914 és 1919 között félezer magyar önkéntest toborzott a Lengyel Légió számára, mely Józef Piłsudski vezetésével a lengyel függetlenségért harcolt az első világháború oroszellenes harcaiban. Egyes katonák részt vettek az 1920 és 1921 között zajló lengyel-bolsevik háború harcaiban is. Az Egyesület toborzó osztályát Önkéntesek Lengyel Bizottsága (röviden: Katonai Bizottság) néven emlegették. A magyarországi toborzásban részt vettek a krakkói Nemzeti Főbiztosság emberei is.
Az Osztrák-Magyar Monarchiával kötött szerződés szerint az Egyesület csak lengyel származású, 17 évesnél idősebb, Magyarországon élő önkénteseket toborozhatott. Az Egyesületnek azonban szándékában állt magyarokat is toborozni, és csak magyarokból álló Magyar Légiót felállítani, ami sikertelen maradt. 30 000 jelentkező volt, végül félezren vonultak be, legalábbis a lengyel hatóságok 1933-as felmérése 533 magyart azonosított név szerint. Első csoportjuk 1914. szeptember 2-án indult Lengyelországba. A kiképzést Nowy Targban kapták. A lengyel toborzottak számáról nincs adat.
A csaknem két évtizeddel későbbi lengyel felmérés szerint a magyarokat elsősorban a lengyelek iránti rokonszenv és a kalandvágy hajtotta. Legtöbbjük nem tudott lengyelül. Volt közöttük tanár, gimnazista, pék, szabó, vasmunkás, zenész, vasutas és sok „bohém”. Néhányuk elesett, sokan kimerültség miatt hazatértek Magyarországra, vagy sebesülés miatt a leszerelését kérte. Olyan is volt, aki a háborúk után belépett a megalakult lengyel hadseregbe, amelybe a Lengyel Légió beolvadt, illetve később, a második világháború harcaiban esett el. Az első világháború végén azonban már alig volt magyar katonája a Légiónak.
Az Egyesület 1921-ben megalapította a Lengyel Légionáriusok Egyesületét. Feladata az egykor Lengyelországban harcolók összefogása, szociális támogatása és a megemlékezés volt. A légiós egyesület a trianoni békeszerződés és a magyar állam politikája miatt nehéz körülmények között dolgozott, csak 1938-ban ismerték el. Tagjai részt vettek az 1939-ben Magyarországra menekült lengyelek fogadásában és ellátásában.

### Gazdaság, kultúra
Az 1920-as években sorra alakultak a magyar–lengyel szervezetek az Egyesület közreműködésével, nem ritkán a tagjainak a vezetésével. Mindnek megvolt a maga feladata, így észszerű munkamegosztás alakult ki a szervezetek között (pl. a Magyar Mickiewicz Társaság a kultúra, a Magyar–Lengyel Kereskedelmi Kamara a gazdaság területén tevékenykedett). Az 1930-as években ezért létrehozták a Magyar–Lengyel Egyesületek Szövetségét, amelynek első elnöke Klebelsberg Kuno lett, majd halála után Széchenyi Károly, aki ettől az időtől kezdve a Magyar–Lengyel Egyesület vezetője is volt.
Az Egyesület közreműködött több emlékmű felállításában:
- a budapesti Bem József-emléktábla (1926 és 1929),[16]
- az esztergomi Sobieski-emlékmű (1933),[12]
- a salgótarjáni Báthory-szobor (1933),
- a zuglói Báthory szobor (1933, felavatva 1958-ban),[17]
- az ikonikussá vált budapesti Bem-szobor (1934),
- a Lengyel légionisták emlékműve a Népligetben (1935)[18].

### A második világháború után
Az Egyesület több tagja mártírhalált halt a második világháború idején, vagy elmenekült Magyarországról. Mindazonáltal Miklóssi vezetésével újjáalakult 1946-ban mint Magyarországi Lengyel Egyesület, és részt vállalt iskolák létesítésében Kőbányán, Óbudán, Rákosszentmihályon, Tatabányán, Felsőgallán.
A rákosista hatalomátvétel után, 1949-ben belügyminiszteri rendelettel megszüntették.